# أنانسايسم
أنانسايسم (بالإنجليزية: Anansasem)‏ في الأساطير الأفريقية وتحديدا في شاطئ الذهب في غانا هي قصص العنكبوت. هذا هو المعنى الحرفي للكلمة. وهو عنوان أصلي لمجموعة من القصص الشعبي الذي يرويه الشعب المتحدث بالأكانية في شاطئ الذهب، وقد أعطيت القصص هذه التسمية سواء كان فيها دور للعنكبوت أم لم يكن.